# Julius Seyler
Julius Seyler (4. května 1873 Mnichov – 22. listopadu 1955 Mnichov) byl německý rychlobruslař a malíř.
V roce 1891 poprvé startoval na německém rychlobruslařském mistrovství. Prvního velkého mezinárodního závodu se zúčastnil v roce 1893, kdy se představil na prvním oficiálním Mistrovství Evropy. Od roku 1896 se účastnil i mistrovství světa. Kontinentální šampionát vyhrál v letech 1896 a 1897, poslední závody absolvoval v roce 1899. Jedinou výjimkou byl start na německém mistrovství v roce 1906, na kterém zvítězil.
Od roku 1892 studoval malbu na Akademii výtvarných umění v Mnichově, byl žákem malířů Wilhelma von Dieze a později Ludwiga Hertericha. Byl ovlivněn impresionismem a Barbizonskou školou, od roku 1900 maloval v plenéru.